# 東美銀行
東美銀行（とうびぎんこう）は、明治期から大正期の私立銀行で、岐阜県可児郡御嵩町に本店があった。
1894年（明治27年）に、岐阜県可児郡今渡村（現可児市）を本店に今渡銀行（いまわたりぎんこう）として設立。資本金は5万円（払込済1万4千円）。1896年（明治29年）東美銀行に改称し、本店を御嵩町に移転。1917年（大正6年）に愛知銀行（東海銀行の前身の一つ）に吸収合併され歴史の幕を閉じた。

## 沿革
- 1894年（明治27年）3月8日：今渡銀行の名称で設立
- 1894年（明治27年）4月15日：開業
- 1896年（明治29年）8月16日：東美銀行に改称し本店を御嵩町に移転
- 1917年（大正6年）12月26日：愛知銀行に合併

## 頭取等
- 創業時：丹羽伊兵衛（専務取締役）
- 合併時：野呂駿三（頭取）

岐阜県県議会議長を務めた

## 合併時の店舗等
- 本店

岐阜県可児郡御嵩町1397番地
- 支店（4支店）

今渡、多治見、下麻生、中津川
- 出張店（7箇店）
- 資本金：21万円（合併に際し50万円（払込済35万円）から減資）